# زاهي حواس
زاهي عباس حواس (وُلد في 28 مايو 1947)، عالم آثار مصري متخصص في علم المصريات، شغل منصب وزير السياحة والآثار مرتين. عمل في مواقع أثرية في دلتا النيل، والصحراء الغربية، ووادي النيل الأعلى.

## النشأة والتعليم
ولد حواس في قرية صغيرة بالقرب من محافظة دمياط بمصر تسمى بقرية العبيدية. على الرغم من أنه كان يحلم في الأصل بأن يصبح محاميًا، حصل على درجة البكالوريوس في الآداب في الآثار اليونانية والرومانية من جامعة الإسكندرية بمحافظة الإسكندرية في عام 1967م. في عام 1979م، حصل حواس على دبلوم في علم المصريات من جامعة القاهرة. عَمّل زاهي حواس في الأهرامات العظيمة كمفتش—وهو مزيج من المدير وعالم الآثار. عندما كان يبلغ من العمر 33 عامًا، حصل حواس على زمالة فولبرايت لحضور جامعة بنسيلفانيا في فيلادلفيا لدراسة علم المصريات، وحصل على درجة الماجستير في الآداب في علم المصريات والآثار السورية الفلسطينية في عام 1983م وعلى درجة الدكتوراه في علم المصريات في عام 1987م من مجموعة الدراسات العليا في الفن والآثار في عالم البحر الأبيض المتوسط أو (AAMW).

## المهنة

### الحياة المهنية الأولى
بعد عام 1988م، درس حواس علم الآثار، والتاريخ، والثقافة المصرية في الجامعة الأمريكية بالقاهرة، وجامعة كاليفورنيا (لوس أنجلوس). وقد ركّز حواس جهوده في محاولة للمساعدة في إنشاء برنامج منهجي للحفاظ على المعالم التاريخية واستعادتها، أثناء تدريب المصريين على تحسين خبراتهم في أساليب التنقيب، والإسترجاع، والحفظ.

### كبير المفتشين بالجيزة
تم تعيين حواس في منصب كبير مفتشي هضبة الجيزة، لكنه ترك المنصب في عام 1993م، بعدها أعيد حواس إلى منصب كبير المفتشين في أوائل عام 1994م. في عام 1998م، عين حواس مديراً لهضبة الجيزة، وفي عام 2002 كأمين عام للمجلس الأعلى المصري للآثار.

### زيارة أوباما إلى مصر
عندما كان الرئيس الأمريكي باراك أوباما في القاهرة في يونيو 2009، قدم له حواس جولات شخصية في مواقع مصر القديمة. في نهاية عام 2009، تمت ترقيته من قبل الرئيس السابق حسني مبارك إلى منصب نائب وزير الثقافة.

### إحتجاجات ثورة يناير 2011
في 29 يناير / كانون الثاني 2011، في وسط الإحتجاجات المصرية في ذلك العام، وصل حواس إلى المتحف المصري ليكتشف أن عددًا من الحالات قد تم اقتحامها وعدد من الآثار التي تضررت، لذلك تم إحضار الشرطة لتأمين المتحف من المخربين. ووفقًا لما ذكره أندرو لولر، المسؤول عن العلوم، أرسل حواس رسالة إلى أحد زملائه في إيطاليا مفادها أنه تم تدمير 13 قطعة وسرقتها. وقال حواس في وقت لاحق لصحيفة نيويورك تايمز إن اللصوص الذين يبحثون عن الذهب والزئبق الأحمر حطموا 70 قطعة، بما في ذلك تمثالان لتوت عنخ آمون، وأخذوا جمجمتين من مختبر أبحاث، قبل أن يتوقفوا عند مغادرتهم المتحف المصري.

### وزير الآثار
عُيِّن زاهي حواس في منصب وزير الدولة لشؤون الآثار، وهو منصب وزاري جديد استحدثه الرئيس الأسبق حسني مبارك، في 31 يناير 2011، وذلك ضمن تعديل وزاري جاء في ظل الاحتجاجات التي شهدتها البلاد آنذاك.
وجاء في بيان صحفي تضمن تصريحًا لحواس أنه "سيواصل أعمال الحفر، وكتابة الكتب، وتمثيل بلاده"، مؤكِّدًا حرصه على حماية المواقع الأثرية في مصر واستعادة القطع المنهوبة. وفيما يخص نهب المتحف المصري، قال: "كان المتحف مظلمًا، ولم يتعرف اللصوص التسعة على قيمة المعروضات. فتحوا ثلاث عشرة فترينة، وألقوا بسبعين قطعة على الأرض وحطموها، منها تمثال لتوت عنخ آمون على هيئة ملك على نمر. لكن يمكن ترميم جميع القطع المكسورة، وسنبدأ عملية الترميم هذا الأسبوع". وقد رفض حواس عقد مقارنة بين ما حدث في مصر من نهب للآثار وبين ما وقع في العراق وأفغانستان.

وفي 13 فبراير، نقل محمود قاسم من وكالة بلومبيرغ عن حواس أن "18 قطعة أثرية، من بينها تماثيل للملك توت عنخ آمون"، قد سُرقت من المتحف المصري في يناير، وأضاف قاسم، نقلاً عن حواس، أن القطع المفقودة تتضمن 11 تمثالاً خشبيًا من نوع "أوشبتي" تخص يويا، وتمثالًا خشبيًا مذهّبًا لتوت عنخ آمون تحمله إلهة، وتمثالًا لنفرتيتي وهي تقدّم القرابين.

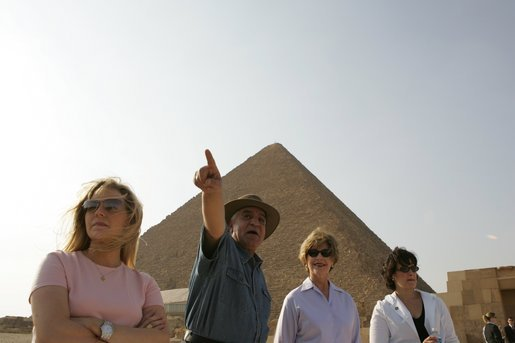
حواس مع لورا بوش وليز تشيني أمام هرم خوفو في عام 2005.

وأفادت التلفزيون المصري الرسمي أن حواس دعا المصريين إلى عدم تصديق "الأكاذيب والافتراءات" التي تبثها قناتا الجزيرة والعربية. كما صرّح لاحقًا: "يجب أن يُمنح النظام فرصة للتغيير، وإذا لم يحدث شيء، يمكنهم التظاهر مرة أخرى. لكن لا يمكن تعيين رئيس جديد الآن، في هذا الوقت. نحن بحاجة إلى بقاء مبارك لإدارة مرحلة الانتقال".
في 3 مارس 2011، أعلن حواس استقالته بعد أن نشر على موقعه الإلكتروني قائمة بمواقع أثرية في مصر تعرّضت للنهب خلال احتجاجات 2011.
لكنه عُيِّن مرة أخرى وزيرًا للآثار في حكومة رئيس الوزراء آنذاك عصام شرف. وفي 30 مارس 2011، كتب في تغريدة: "أنا سعيد جدًا لأنني أصبحت وزير الآثار مرة أخرى!"، لكنه قدّم استقالته في 17 يوليو 2011، بعد أن أبلغه شرف بعدم استمراره في المنصب.
ووفقًا لتعليق رأي نُشر لكاتب مصري في صحيفة The Guardian البريطانية، فقد تم "عزل" حواس من منصبه.

### مواقف ما بعد الوزارية
بدأ حواس منذ ذلك الحين العمل كمحاضر في مصر وحول العالم، وتعزيز السياحة في مصر على مستوى العالم بالتعاون مع وزارة السياحة في البلاد. كما يكتب مقالات أسبوعية في العديد من الصحف والمجلات، ويستمر في العمل كعالم آثار وإستشاري.

### الإكتشافات
يُعد زاهي حواس مسؤولًا عن العديد من الاكتشافات الأثرية الحديثة، من أبرزها مقابر بناة الأهرام في الجيزة ووادي المومياوات الذهبية في واحة البحرية. وفي الجيزة أيضًا، اكتشف الهرم التابع للملك خوفو (الهرم الفرعي أو التابع).
في عام 2005، قاد حواس فريقًا ضمن مشروع المومياء المصري الذي ترعاه الجمعية الجغرافية الوطنية (ناشيونال جيوغرافيك)، بهدف دراسة أنماط الأمراض والصحة والوفيات في مصر القديمة. وقد شمل هذا المشروع إجراء تصوير مقطعي محوسب (CT scan) لمومياء الملك توت عنخ آمون.
ويواصل فريقه حتى الآن تصوير المومياوات الملكية والخاصة بالأشعة المقطعية، على أمل حل عدد من الألغاز المتعلقة بحياة وموت شخصيات بارزة في التاريخ المصري القديم مثل الملكة حتشبسوت والملكة نفرتيتي.

## الظهور الإعلامي
ظهر حواس في العروض التلفزيونية الخاصة على قنوات مثل قناة ناشيونال جيوغرافيك وقناة التاريخ وقناة ديسكفري. كما ظهر حواس في عدة حلقات من البرنامج التلفزيوني الأمريكي Digging for the Truth، حيث ناقش المومياوات والأهرامات وتوت عنخ آمون وكليوباترا ورمسيس الثاني. كما ظهر على أسرار غير محلولة خلال جزء على لعنة قبر توت عنخ آمون. في عام 2010، ظهر حواس في برنامج تلفزيوني قائم على الواقع على قناة The History Channel يدعى Chasing Mummies.

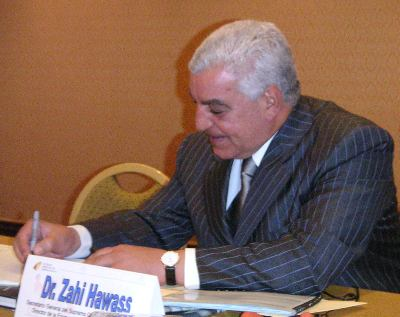
زاهي حواس يوقع كتابًا في مكسيكو سيتي، أغسطس 2003.

عمل حواس أيضًا إلى جانب عالم المصريات أوتو شادن أثناء افتتاح Tomb KV63 في فبراير 2006 - وهو أول مقبرة سليمة تم العثور عليها في وادي الملوك منذ عام 1922.
في يونيو 2007، أعلن حواس أنه وفريق من الخبراء قد حددوا مومياء حتشبسوت، في KV60، وهو قبر صغير في وادي الملوك. تم وصف إفتتاح القبر المختوم في عام 2006 بأنه «واحد من أهم الأحداث في وادي الملوك لما يقرب من مائة عام!».
إستضاف حواس وعزف أدوارًا إبداعية أخرى في الفيلم الوثائقي «أعظم عشر إكتشافات في مصر».

### بودكاست جو روجان
في مايو 2025، ظهر زاهي حواس كضيف في الحلقة رقم 2321 من بودكاست The Joe Rogan Experience، الذي يُعد من أكثر البرامج الحوارية شعبية على منصات البث والبودكاست، ويتابعه ملايين المشاهدين حول العالم. كان من المتوقع أن تشكل هذه الحلقة فرصة لحواس لعرض أبرز اكتشافاته وإنجازاته الأثرية أمام جمهور واسع، إلا أن مجريات الحوار اتخذت منحى مختلفًا.
خلال النقاش، وجّه مقدم البرنامج، جو روجان، سلسلة من الأسئلة الدقيقة لحواس، طالبًا منه عرض صور أو أدلة مرئية تدعم بعض ادعاءاته المتعلقة بالاكتشافات الأثرية التي زعم أنه شارك فيها أو قادها. أصرّ روجان على أهمية عرض الأدلة "عبر الإنترنت" في الوقت الفعلي، سواء على الشاشة للمشاهدين أو عبر روابط موثوقة، باعتبار ذلك من المعايير الأساسية التي يتبعها البرنامج في التحقق من صحة المزاعم ومشاركة المعلومات مع الجمهور.
غير أن حواس رفض مرارًا تقديم أي وثائق مباشرة أو صور رقمية، وكان يكتفي بالرد بجملة مقتضبة ومتكررة: "موجودة في كتابي!"، في إشارة إلى مؤلفاته المنشورة التي تناول فيها تلك الاكتشافات. هذا الرد، الذي تكرر بشكل لافت طوال الحلقة، أثار استغراب روجان، ودفعه إلى التعبير عن انزعاجه من عدم توفر مصادر يمكن للمشاهدين الرجوع إليها بسهولة. بدا أن حواس يفضل الاعتماد على السرد الشخصي والتوثيق الورقي، بدلاً من تقديم بيانات رقمية فورية تدعم أقواله.
أثارت هذه الحلقة ردود فعل واسعة على مواقع التواصل الاجتماعي، حيث انقسم الجمهور بين من دافع عن حواس بوصفه شخصية علمية مرموقة، ومن انتقد أسلوبه الذي اعتبره البعض افتقارًا للشفافية وعدم تجاوب مع قواعد النقاش المعاصر التي تعتمد على إتاحة المعلومات والتحقق منها فورًا.

## الآراء

### استعادة القطع الأثرية إلى مصر
قاد زاهي حواس مرارًا حملات لاستعادة العديد من القطع الأثرية المصرية القديمة البارزة، التي نُقلت بطرق غير نظامية إلى متاحف ومجموعات في دول أخرى. ومن بين أبرز هذه القطع: حجر رشيد، تمثال نفرتيتي النصفي، سقف دائرة الأبراج من معبد دندرة، تمثال أنخ حف (مهندس هرم خفرع)، وجوه مقبرة أمنحتب الثالث المحفوظة في متحف اللوفر، مسلة معبد الأقصر الموجودة في ساحة الكونكورد بباريس، وتمثال حِمْيونو.
في يوليو 2003، طلبت السلطات المصرية رسميًا استعادة حجر رشيد من المتحف البريطاني. وصرّح حواس، الذي كان حينها يشغل منصب الأمين العام للمجلس الأعلى للآثار في القاهرة، خلال مؤتمر صحفي قائلاً: «إذا أراد البريطانيون أن يُذكروا بخير، وإذا أرادوا استعادة سمعتهم، فعليهم أن يُعيدوا حجر رشيد طوعًا، لأنه يمثل رمزًا لهويتنا المصرية»، كما ذكر في إشارة إلى الآثار المصرية الموجودة بالمتحف البريطاني: «هذه آثار مصرية. سأجعل حياة من يحتفظ بها صعبة».
وفي عام 2019، أعاد حواس إطلاق حملته للمطالبة باسترداد القطع الأثرية، متوجهًا إلى متحف برلين الحكومي، والمتحف البريطاني، ومتحف اللوفر بالقول:«كيف ترفضون إعارة المتحف المصري الكبير الجديد، بينما أنتم أخذتم من مصر هذا الكم من الآثار؟»، في حين رفضت المتاحف الثلاثة طلباته بالإعارة.
وفي عام 2022، أطلق حواس عريضة جديدة دعا فيها مجددًا إلى استعادة حجر رشيد، وتمثال نفرتيتي، وسقف دائرة الأبراج من دندرة إلى مصر.

### اختبار الحمض النووي للمومياوات المصرية

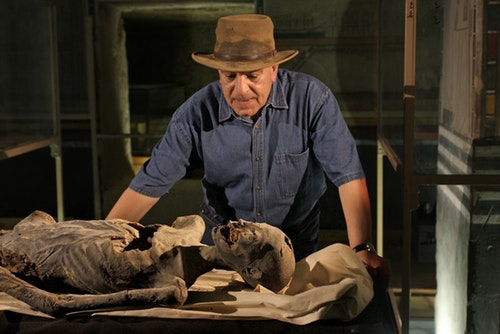
حواس يفحص مومياء (2018).

كان زاهي حواس متشككًا بشأن اختبارات الحمض النووي التي تُجرى على المومياوات المصرية، إذ صرّح قائلاً: "مما فهمته، فإن هذه الاختبارات ليست دقيقة دائمًا، ولا يمكن إجراؤها بنجاح كامل عند التعامل مع المومياوات. وحتى نتأكد من دقتها، فلن نستخدمها في أبحاثنا".
في ديسمبر 2000، حاول فريق مشترك من جامعة واسيدا اليابانية وجامعة عين شمس في القاهرة الحصول على إذن لإجراء تحاليل DNA لمومياوات مصرية، إلا أن الحكومة المصرية رفضت الطلب . وعلّق حواس في ذلك الوقت بأن تحليل الحمض النووي "أمر غير وارد"، لأنه "لن يؤدي إلى شيء".
رغم ذلك، في فبراير 2010، أعلن حواس وفريقه أنهم أجروا تحاليل على مومياوات توت عنخ آمون وعشر مومياوات أخرى، وأفادوا بأن الملك توفي على الأرجح نتيجة إصابة بمرض الملاريا تلت كسرًا في ساقه . لكن باحثين ألمانيين، هما كريستيان تيمان وكريستيان ماير، شككا في هذه النظرية واقترحا بدائل محتملة أخرى لسبب وفاة توت عنخ آمون.
في عام 2012، كشفت دراسة شارك حواس في توقيعها أن رمسيس الثالث ربما كان يحمل السلالة الجينية E1b1a، وهي سلالة تسود في إفريقيا جنوب الصحراء، لكنها تظهر أيضًا بترددات متوسطة في شمال إفريقيا وغرب آسيا وجنوب أوروبا.
أما في عام 2020، فقد نشرت دراسة أجراها جاد وحواس وآخرون، تناولت تحليلاً لسلالات الحمض النووي الميتوكوندري والكروموسومي (Y) لأفراد عائلة توت عنخ آمون من الأسرة الثامنة عشرة، مستخدمةً بروتوكولات رقابة صارمة لضمان جودة النتائج. أظهرت الدراسة أن السلالة الكروموسومية Y الخاصة بالعائلة كانت R1b، وهي سلالة لا تزال موجودة في المصريين المعاصرين. وتُعد مصر الحديثة الدولة الإفريقية الوحيدة التي تضم الأنواع الثلاثة من سلالة R1، بما في ذلك R1b-M269. كما وُجد أن السلالات الميتوكوندرية تعود إلى المجموعتين K وH2b، وهما سلالتان لم تنشآ في إفريقيا، ولكنهما موجودتان في المصريين القدماء والمعاصرين على حد سواء.

### عن الأفروسنتريّة
رفض زاهي حواس المزاعم التي يروّجها التيار الأفروسنتري بشأن التاريخ المصري القديم، وعلّق قائلًا: «نحن لسنا ضد السود على الإطلاق، لكننا ضد هذه المجموعة التي دخلت المتحف المصري في التحرير لتروّج لأفكار لا أساس لها من الصحة، وهي مجرد أوهام»، وذلك بعدما تبين أن مجموعة سياحية أفروسنتريّة زوّرت معلومات تاريخية داخل المتحف المصري. وأضاف حواس: «هناك حقيقة مهمة يجب أن يعرفها أصحاب الفكر الأفروسنتري: النقوش على المعابد المصرية منذ الدولة القديمة وحتى نهاية العصر المتأخر تُظهر ملك مصر وأمامه أسرى من إفريقيا وليبيا وسوريا وفلسطين»، في إشارة إلى بلاطات أسرى رمسيس الثالث وغيرها من الأدلة التي تُظهر الفروق بين المصريين وجيرانهم.

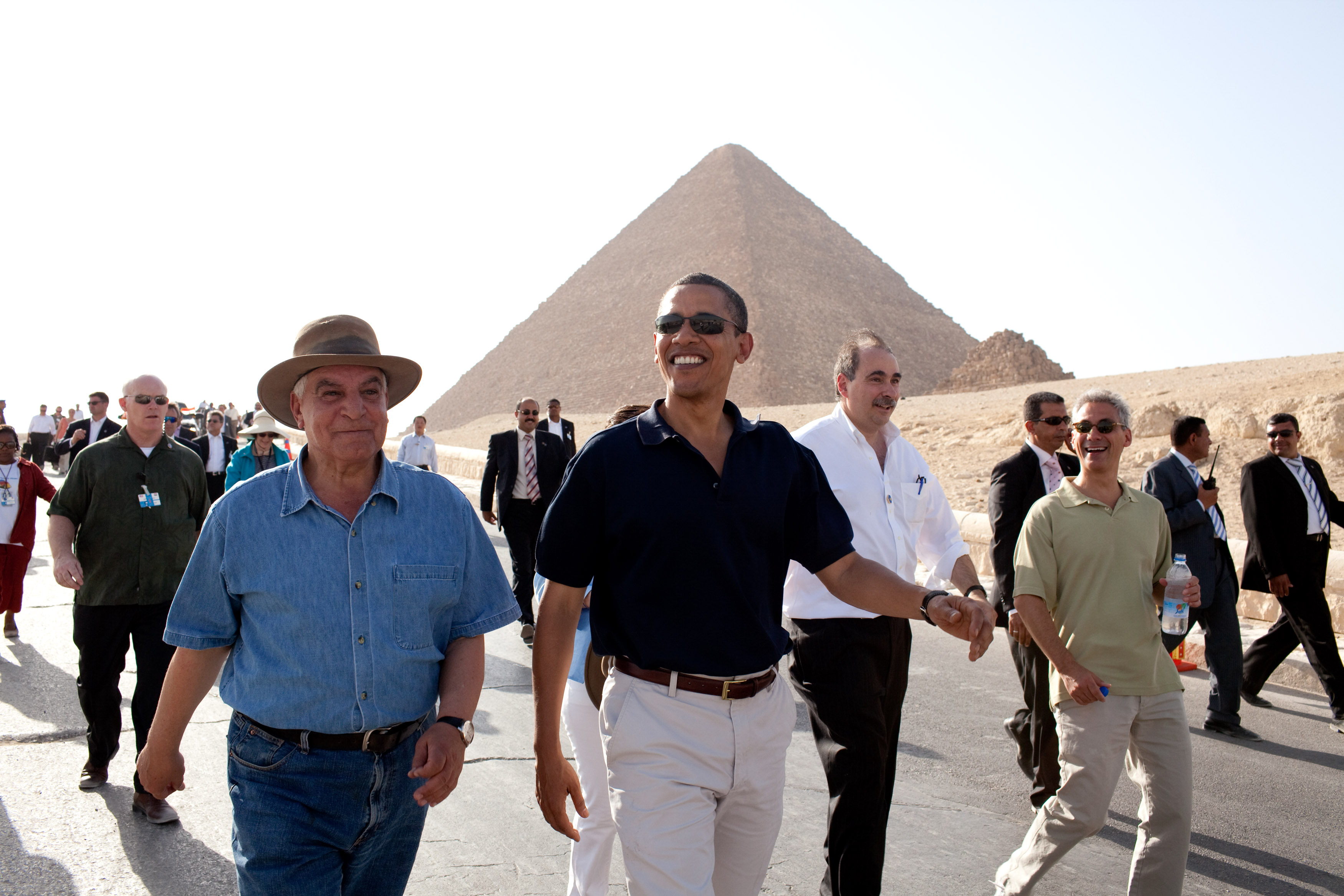
زيارة أوباما إلى مصر، 2009.

وعقب الجدل الذي أثارته منصة نتفليكس بسبب مسلسلها الوثائقي عن كليوباترا، ظهر حواس في فيلم وثائقي مدته 90 دقيقة بعنوان "كليوباترا"، من إخراج كيرتس رايان وودسايد، نُشر على قناة المخرج في يوتيوب. وقد تحدّث حواس مطولًا عن الملكة الأخيرة في العصر البطلمي، وصرّح: «هل كانت كليوباترا سمراء البشرة؟ أولًا، ليس لديّ أي مشكلة مع أصحاب البشرة السوداء، لكني أذكر الحقائق — انظروا إلى الملكات المقدونيات، لم تكن أي منهن سمراء البشرة».
ومع ذلك، انتقد حواس الدعاوى القضائية المرفوعة ضد نتفليكس بخصوص العمل، قائلًا: «لا يمكننا مقاضاة منصة نتفليكس، لأننا سنخسر بالتأكيد، فهم يملكون الحق في البثّ ما دام ذلك يدخل في إطار حرية الرأي. يمكننا أن ننتج فيلمًا أقوى من كل ما قدّموه، أما القضية ضدهم فلن تنجح». كما أشار إلى أنه "منذ عامين، عملتُ أنا والدكتور مصطفى وزيري (الأمين العام للمجلس الأعلى للآثار) مع منصة نتفليكس على فيلم وثائقي عن الاكتشافات الأثرية في سقارة، وقد تُرجم إلى 129 لغة وسيُعرض قريبًا. هم عرضوا كل ما قمنا به".
وفي عام 2023، وأثناء محاضرة ألقاها حواس عن مصر القديمة في مدينة كولومبوس بولاية أوهايو، وجّه سؤال للحضور في ختام المحاضرة عمّا إذا كانت لديهم استفسارات. فقامت سيدة أمريكية من أصول إفريقية وسألته: "لماذا تهاجمنا؟". فرد عليها: "عندما سألتني هذا السؤال، قلت لها: 'أنا لم أهاجمكِ، ولكن دعينا نناقش الأدلة التي تدحض الادعاء بأن أصل الحضارة المصرية القديمة إفريقي أسود'". ثم شرح حواس بالأدلة أن الحضارة المصرية القديمة نشأت في مصر وليس في أي دولة أفريقية أخرى، قائلاً: "تتشارك مصر والدول الإفريقية في نهر النيل، ولكن الحضارة المصرية القديمة وُلدت هنا في مصر". وأردف موضحًا: "الغرانيت جاء من أسوان، والدوريت من النوبة، والحجر الرملي من كوم أمبو، والمرمر من حت-نوب في مصر الوسطى، والحجر الجيري الأبيض من طرة، والبازلت من الفيوم، والفيروز والنحاس من سيناء. ومصر غنية أيضًا بالذهب".

### الفضائيون والأهرامات
انتقد زاهي حواس تغريدة للملياردير الأمريكي إيلون ماسك زعم فيها أن الفضائيين هم من بنوا الأهرامات. وفي مقابلة تلفزيونية، صرّح حواس أن دراسة الحضارة المصرية القديمة تتيح فهمًا شاملًا لأسرارها، وقال: "تعليق إيلون ماسك حول الأهرامات يُظهر جهله بتاريخ الحضارة المصرية". وأشار إلى أن هناك من يروّج لشائعات كاذبة حول الحضارة المصرية القديمة بهدف جذب الانتباه، مؤكدًا: "أي شخص يشكك في الحضارة المصرية سأواجهه، وأنا أحمل عصا في يدي لكل من ينشر هذه الأكاذيب".
غالبًا ما يستشهد حواس بـ"بردية ميرر" ومقابر عمّال الأهرامات كأكبر دليل على أن الأهرامات بُنيت بأيدي عمّال مصريين.

### القصص التوراتية والقرآنية
قال حواس إن علم الآثار والمكتشفات الأثرية لا تحتوي على أدلة تثبت أن النبي موسى أو النبي يوسف عاشا في مصر أو أن خروج بني إسرائيل منها حدث فعلاً، موضحًا: «أنا مسلم أؤمن بأن سيدنا موسى عاش في مصر، وأن الخروج حدث منها، لكن في المقابل، هل توجد أدلة أثرية تثبت ذلك؟ الجواب لا».
وأكد حواس أيضًا أنه لا توجد أدلة أثرية تحدد هوية الفرعون الذي كان يحكم مصر خلال مجيء النبيين موسى ويوسف، مضيفًا أن المعلومات المتاحة حاليًا في هذا الشأن لا تتعدى كونها تخمينات وتكهنات.

## الجدل

### العلاقات مع علماء الآثار الآخرين

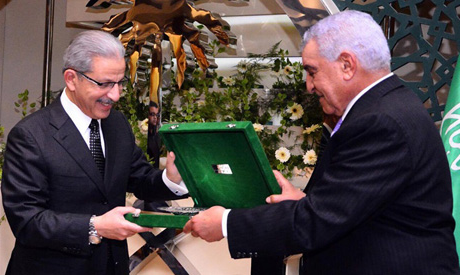
زاهي حواس يتسلم الجائزة الكبرى لوزارة الثقافة السعودية (2018)

وُجهت إلى زاهي حواس اتهامات بالتحكم المفرط في العمل الأثري، حيث أفاد بعض الباحثين بأنه كان يمنع علماء الآثار من الإعلان عن اكتشافاتهم بشكل مستقل، ويستأثر بالظهور الإعلامي، خصوصًا بعد رفضه منح بعض الفرق الأثرية إذنًا بالوصول إلى مواقع معينة، بدعوى عدم امتلاكهم الخبرة الكافية. رغم ذلك، أشار عدد من الباحثين في تصريحات صحفية إلى أن إسهامات حواس في تطوير قطاع الآثار كانت ضرورية ومتأخرة. وعادةً ما يتجاهل حواس هذه الانتقادات أو يرفضها، مؤكدًا أن جميع تحركاته تهدف إلى خدمة مصر والحفاظ على تراثها الأثري.

### وجهات نظر حول اليهود وإسرائيل
كان حواس معارضاً منذ فترة طويلة للعلاقات الطبيعية بين إسرائيل ومصر. في يناير / كانون الثاني 2009، كتب حواس في جريدة الشرق الأوسط أن «مفهوم قتل النساء والأطفال وكبار السن... يبدو أنه يسير في دم يهود فلسطين» وأن «الشيء الوحيد الذي يملكه اليهود تعلمت من التاريخ هي أساليب الاستبداد والعذاب - لدرجة أن أصبحوا فنانين في هذا المجال». وأوضح أنه لم يكن يشير إلى «الإيمان» لليهود، بل بالأحرى «الإيمان بأنهم مزوروا وملوثين بسمهم، الذي يستهدف كل البشرية». في مقابلة على التلفزيون المصري في أبريل / نيسان 2009، قال حواس إنه «على الرغم من قلة عدد اليهود، إلا أنهم يسيطرون على العالم بأسره» وعلقوا على «التحكم الذي لديهم» في الاقتصاد الأمريكي ووسائل الإعلام. وكتب في وقت لاحق أنه كان يستخدم الخطاب لشرح التفتت السياسي بين العرب وأنه لا يؤمن «بالمؤامرة اليهودية للسيطرة على العالم».

### عواقب احتجاجات ثورة يناير 2011
ازدادت الانتقادات الموجهة إلى زاهي حواس، داخل مصر وخارجها، عقب الاحتجاجات التي شهدتها مصر عام 2011. وفي 12 يوليو 2011، أفادت صحيفة نيويورك تايمز بأن حواس يتلقى أجرًا سنويًا قد يصل إلى 200,000 دولار من مؤسسة ناشيونال جيوغرافيك لقاء كونه "مستكشفًا مقيمًا"، في الوقت الذي يتحكم فيه في الوصول إلى المواقع الأثرية التي كثيرًا ما تُعرض في تقارير المؤسسة. كما ذكرت الصحيفة أن له علاقات تجارية مع شركتين أمريكيتين تعملان في مصر.
وفي 17 أبريل 2011، صدر حكم بسجن حواس لمدة عام لرفضه تنفيذ حكم قضائي يتعلق بعقد متجر الهدايا التابع للمتحف المصري، والذي مُنح لشركة يُقال إنها على صلة به. وقد تم استئناف الحكم وتم تعليق تنفيذ العقوبة لحين البت في الاستئناف. وفي اليوم التالي، أصدر المجلس القومي لمحكمة القضاء الإداري في مصر قرارًا بنقض الحكم الأصلي، مؤكدًا أنه لن يقضي عقوبة بالسجن، بل سيستمر في منصبه كـ وزير للآثار. وقد تم إلغاء الحكم بالسجن بعد أن طُلب طرح عقد جديد لتشغيل متجر الهدايا للمنافسة العامة.

### الارتباط بنظام مبارك

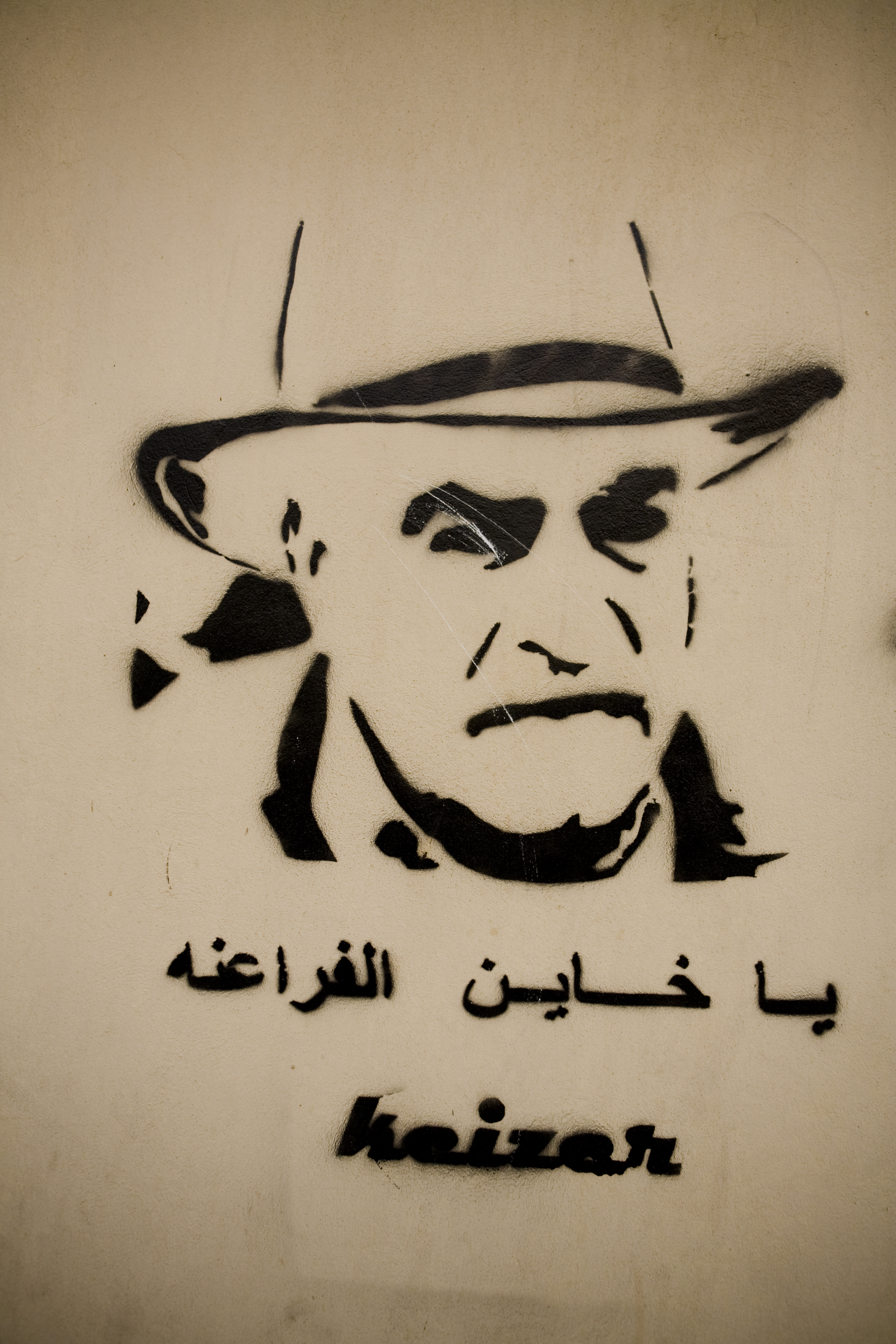
جرافيتي بعد ثورة 25 يناير يصف زاهي حواس بـ «خائن الفراعنة».

كان زاهي حواس، خلال توليه منصب وزير الآثار، مرتبطًا بشكل وثيق بحكومة الرئيس المصري الأسبق حسني مبارك. قُدّم استقالته من الوزارة في 3 مارس 2011، ثم أعيد تعيينه في 30 مارس 2011، وقد اعتُبر ذلك جزءًا من الأحداث المرتبطة باستقالة مبارك.
وقد أُفيد أن إعادة تعيينه أثارت غضب عدد من الفصائل، التي كانت تعارض إسناد أي مناصب حكومية إلى رموز النظام السابق في الحكومة الجديدة.
وأدت الاحتجاجات المصرية عام 2011 إلى زيادة الانتقادات الموجهة لحواس، حيث طالبه المتظاهرون بالاستقالة، وسلطت الاضطرابات الضوء بشكل أكبر على علاقته بعائلة مبارك، وكذلك على الطريقة التي عزز بها ظهوره الإعلامي في السنوات الأخيرة.

### المشاريع التجارية
أعار زاهي حواس اسمه لخط إنتاج من ملابس الرجال، وصفته صحيفة نيويورك تايمز بأنه "مجموعة من سراويل الكاكي القوية، وقمصان الدنيم، والسترات الجلدية المعتقة بعناية، تهدف – بحسب وصف الكتالوج – إلى استحضار العصر الذهبي للاكتشافات المصرية في أوائل القرن العشرين". وقد عرضت هذه الملابس للبيع لأول مرة في متجر هارودز الشهير في لندن في أبريل 2011.
وقد انتقد بعض النقاد هذا الخط من الملابس، معتبرين أنه يُسهم في تسليع التاريخ المصري، وأعربوا عن اعتراضهم بناءً على ما فهموه من أن "عارضي الأزياء جلسوا على قطع أثرية لا تُقدّر بثمن أو تسببوا في خدشها أثناء جلسة التصوير"، وهو اتهام نفاه حواس وشركة إنتاج الملابس.
ويبيع حواس أيضًا خطًا من قبعات "ستتسون" مستوحاة من القبعات التي يرتديها، والتي "تشبه كثيرًا" تلك التي يرتديها الممثل هاريسون فورد في أفلام إنديانا جونز.

## الحياة الخاصة
تزوج زاهي حواس من فكرية حواس، وهي طبيبة نساء وتوليد تعرّف عليها عام 1967. ولهما ابنان، أحدهما طبيب والآخر صاحب مطعم، وكلاهما يعيشان في القاهرة.
كان حواس صديقًا مقرّبًا للممثل عمر الشريف، ورافقه في أيامه الأخيرة عام 2015. وفي عام 2020، نشر حواس على إنستغرام منشورا عن لصديقه قائلًا:
«بالأمس تذكرت صديقي العزيز عمر الشريف الذي وُلد في العاشر من أبريل. كنا نحتفل سويًا، وكنت أغني له أغنية مارلين مونرو التي غنتها للرئيس جون كينيدي في عيد ميلاده، وكان يغني لي نفس الأغنية في يوم ميلادي»
كان حواس أيضًا صديقًا لجيهان السادات، السيدة الأولى السابقة لمصر. وقد نظّم حواس والسادات جولات خاصة في المواقع الفرعونية لضيوف مميزين لعدة سنوات حتى وفاتها عام 2021. وقد قال حواس في تأبينها:
«كانت تمتلك كاريزما آسرة لدرجة أن الجمهور كان يصمت تمامًا حين تتحدث حتى يمكن سماع صوت دبوس إذا سقط»
يُخطئ البعض أحيانًا في الاعتقاد بأن حواس مسيحي قبطي بسبب اسمه، إلا أنه مسلم.

## الأوسمة والجوائز
حصل زاهي حواس على وسام الدولة من الدرجة الأولى في مصر تقديرًا لعمله في مشروع ترميم أبي الهول.

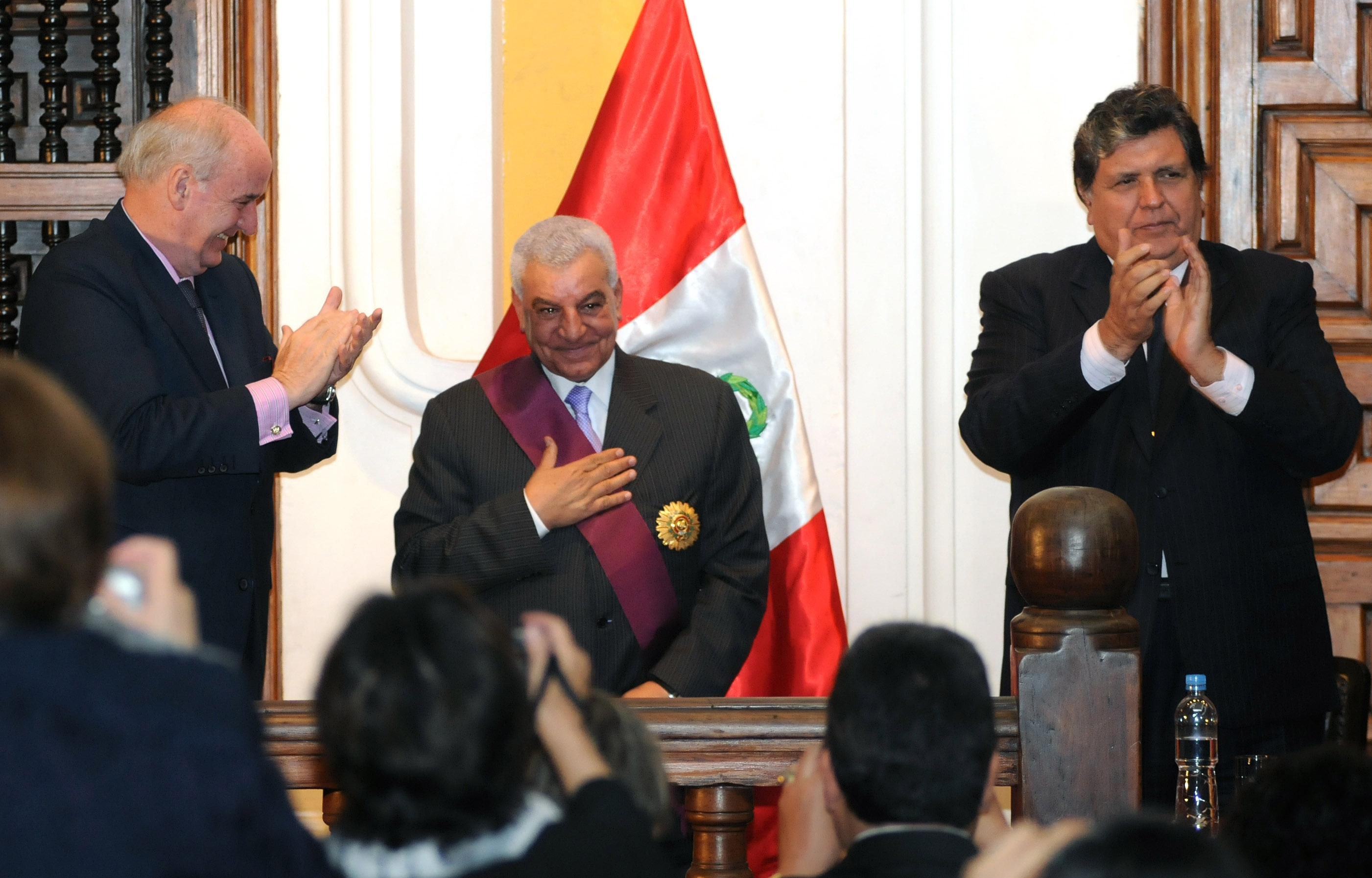
الرئيس البيروفي آلان غارسيا يمنح زاهي حواس وسام الصليب الأكبر لوسام شمس بيرو (ليما، 4 يوليو 2011).

وفي عام 2001، نال الميدالية الفضية منحتها له الأكاديمية الروسية للعلوم الطبيعية.
وفي عام 2002، حصل على جائزة الطبق الذهبي من الأكاديمية الأمريكية للإنجاز، وكذلك المسلة الزجاجية من علماء أمريكيين، تقديرًا لجهوده في حماية وصون الآثار المصرية القديمة.
وفي 2003، حصل على عضوية دولية في الأكاديمية الروسية للعلوم الطبيعية.
وفي 2006، اختارته مجلة تايم ضمن قائمة أكثر 100 شخصية تأثيرًا في العالم.
وفي 2015، مُنح الميدالية الذهبية التذكارية لجامعة تشارلز.
وفي 2018، كرّمته الأكاديمية البرازيلية للآداب لكونه الوحيد من علماء الآثار الذي ألّف أكثر من 30 كتابًا.
وفي العام نفسه، نال وسام الرئاسة من جمهورية كوسوفو تكريمًا لإنتاجه الأكاديمي الكامل.
كما حصل أيضًا عام 2018 على الجائزة الكبرى من وزارة الثقافة السعودية.
وفي 2022، تلقى درع الشرف من كلية الاقتصاد والعلوم السياسية بجامعة القاهرة.
كما حصل حواس على العديد من الدكتوراه الفخرية، ومنها من جامعات خارج مصر:
- جامعة بنسلفانيا (2000)،
- جامعة لشبونة (2011)،
- جامعة تشاندراكاسم راجابات (2011)،
- الجامعة البلغارية الجديدة (2016)،
- جامعة سانتو دومينغو الكاثوليكية (2016)،
- جامعة سان إغناسيو دي لويولا (2017)،
- الجامعة الروسية الحكومية للعلوم الإنسانية (2021).

## أهم المنشورات
كتب حواس وشارك في كتابة العديد من الكتب المتعلقة بعلم المصريات، بما في ذلك: لعنة الفراعنة، مغامراتي مع المومياوات، والملك توت عنخ آمون، كنوز من القبر، ونشر هذا الأخير ليتزامن مع معرض كبير في المملكة المتحدة. كما كتب عن توت عنخ آمون لمجلة «مصر القديمة» التي تصدر مرتين في الشهر.

### بالعربية
- «أبو سمبل: معابد الشمس المشرقة»، تقديم فاروق حسني، شركة مصر للصوت والضوء، القاهرة، 2001.[49]
- «أشغال النجارة في مصر القديمة: نجارة العمارة»، بالاشتراك مع آخرون، وزارة الثقافة، المجلس الأعلى للآثار، القاهرة، 2007.[50]
- «الأسقف ومناظرها الدينية عبر العصور»، بالاشتراك مع آخرون، وزارة الدولة لشئون الآثار، القاهرة، 2011.[51]
- «الإسكندرية عبر العصور: أبو مين، مريوط»، بالاشتراك مع آخرون، وزارة الثقافة، المجلس الأعلى للآثار، القاهرة، 2009.[52]
- «الجمالية وآثارها في عيون أطفالنا»، بالاشتراك مع آخرون، وزارة الثقافة، المجلس الأعلى للآثار، القاهرة، 2004.[53]
- «العملات في مصر القديمة عبر العصور: مجموعة منتقاة من المتحف المصري بالقاهرة»، متحف المصري، مجلس الاعلى للآثار (مصر)، 2010.[54]
- «المتحف القبطي: مرايا التاريخ. عبق العراقة»، بالاشتراك مع آخرون، وزارة الثقافة، المجلس الأعلى للآثار، القاهرة، 2006.[55]
- «المل الذهبي: عالم توت عنخ آمون»، الدار المصرية اللبنانية، القاهرة، 2007.[56]
- «المناظر المصورة على تماثيل الأفراد حتى نهاية الأسرة الخامسة والعشرين»، بالاشتراك مع آخرون، وزارة الثقافة، المجلس الأعلى للآثار، القاهرة، 2009.[57]
- «النشرات العلمية: إدارة التوثيق والبحث العلمي»، بالاشتراك مع آخرون، وزارة الثقافة، المجلس الأعلى للآثار: الإدارة العامة لصيانة وترميم آثار ومتاحف القاهرة الكبر، قطاع المشروعات، القاهرة، 2004.[58]
- «بحوث ودراسات في البرديات العربية»، بالاشتراك مع آخرون، وزارة الثقافة، المجلس الأعلى للآثار، القاهرة، 2009.
- «جامع المؤيد شيخ»، بالاشتراك مع آخرون، المجلس الأعلى للآثار، القاهرة، 2006.
- «حراس الحضارة»، 2008.
- «حضارة مصر القديمة: منذ اقدم العصور حتى نهاية عصور الأسرات الوطنية»، بالاشتراك مع آخرون، المجلس الأعلى للثقافة، القاهرة، 2004.
- «خان الزراكشة»، بالاشتراك مع آخرون، المجلس الأعلى للآثار، القاهرة، 2006.
- «دراسة علمية وتطبيقية في علاج وصيانة العملات الأثرية المعدنية»، بالاشتراك مع آخرون، مجلس الأعلى للآثار (مصر)، 2008.
- «دليل آثار محافظة سوهاج»، بالاشتراك مع آخرون، القاهرة، 2011.
- «رحلات وأسرار: صفحات في تأثير الحضارة المصرية على العالم»، دار الشروق، القاهرة، 2006.
- «رحلة إلى الخلود»، بالاشتراك مع آخرون، وزارة الثقافة، المجلس الأعلى للآثار، القاهرة، 2006.
- «سيدة العالم القديم»، بالاشتراك مع آخرون، دار الشروق، القاهرة، 2001.
- «سيناء عبر العصور»، بالاشتراك مع آخرون، وزارة الثقافة، المجلس الأعلى للآثار، القاهرة، 2008.
- «شواهد قبور من الإسكندرية»، بالاشتراك مع آخرون، مكتبة الإسكندرية، الإسكندرية، 2007.
- «عائلة الملك خوفو: تاريخ وأسرار الأسرة الرابعة : الدولة القديمة»، الدار المصرية البنانية، القاهرة، 2009.
- «كراسات لجنة حفظ الآثار العربية. الكراسة 28 الكراسة 28»، وزرة الثقافة، المجلس الأعلى للآثار، القاهرة، 2007.
- «مدرسة وخانقاه الأمير صرغتمش»، بالاشتراك مع آخرون، وزارة الثقافة، المجلس الأعلى للآثار، القاهرة، 2002.
- «معجزة الهرم الأكبر»، القاهرة، 2004.
- «مقبرة عبريا: كشف في سقارة»، بالاشتراك مع آخرون، 1996.
- «مكتبة الإسكندرية: متحف الآثار»، بالاشتراك مع آخرون، المجلس الأعلى للآثار، القاهرة، 2002.
- «شامبليون ... لوجران: خطوات على أرض مصر»، بالاشتراك مع آخرون، وزارة الثقافة، المجلس الأعلى للآثار، القاهرة، 2005.
- «جامع محمد بك أبو الده، 1187-1188 هـ/1773-1774 م: أثر رقم 98»، بالاشتراك مع آخرون، المجلس الأعلى للآثار، القاهرة، 2007.[59]
- «باب النص، 480 هـ/1087 م: أثر رقم 7»، بالاشتراك مع آخرون، المجلس الأعلى للآثار، القاهرة، 2007.[60]
- «خانقاة بيبرس الجاشنكي، 706 هـ/1306-1310 م: أثر رقم 8»، بالاشتراك مع آخرون، المجلس الأعلى للآثار، القاهرة، 2007.[61]
- «مدرسة الأمير عبد الغني الفخر، جامع البنات، 831 هـ/1418 م: أثر رقم 184»، بالاشتراك مع آخرون، المجلس الأعلى للآثار، القاهرة، 2007.[62]
- «مدرسة جمال الدين الإستادار: أثر رقم 3، 810 ھ-811 ھ / 1406 م-1408 م»، بالاشتراك مع آخرون، المجلس الأعلى للآثار، القاهرة، 2001.[63]
- «مدرسة قاني باي المحمدي: بشارع الصليب، أثر رقم 15، 816 ه. 1413 م»، بالاشتراك مع آخرون، وزارة الثقافة، المجلس الأعلى للآثار، القاهرة، 2002.[64]
- «مسجد القاضي يحيى زين الدين بالحبانية: أثر رقم 20، 856 هـ/ 1452 م»، بالاشتراك مع آخرون، المجلس الأعلى للآثار، القاهرة، 2007.[65]

### بالإنجليزية
- «(بالإنجليزية: Guardian of Ancient Egypt: studies in honor of Zahi Hawass Volume 3 Volume 3) - حارس مصر القديمة: دراسات على شرف زاهي حواس، المجلد 3»، تأليف جانيس كامرين، وميروسلاف بارتا، وسليمة إكرام، ومارك لينر، ومحمد مجاهد، 2020.
- «(بالإنجليزية: Proceedings of the First international conference on ancient Egyptian mining & metallurgy and conservation of metallic artifacts: Cairo, Egypt, 10-12 April 1995) - وقائع المؤتمر الدولي الأول للتعدين والمعادن المصرية القديمة والحفاظ على المصنوعات المعدنية: القاهرة، مصر، 10-12 أبريل 1995»، تأليف إسماعيل فيصل وزاهي حواس، الناشر: وزارة الثقافة، المجلس الأعلى للآثار، القاهرة، 1996.[66]
- «(بالإنجليزية: The realm of the pharaohs : essays in honor of Tohfa Handoussa) - عالم الفراعنة: مقالات على شرف تحفة حندوسة» المجلس الأعلى للآثار المصرية، القاهرة، 2008.[67]
- «(بالإنجليزية: The secrets of the Sphinx: restoration past and present)»، تأليف زاهي حواس، مطبعة الجامعة الأمريكية في القاهرة، القاهرة، 2006.[68]
- «(بالإنجليزية: The world of ancient egypt essays in honor of Ahmed Abd el-Qader el-Sawi)»، تأليف زاهي حواس، وخالد داود، وأحمد الصاوي، المجلس الأعلى للآثار، القاهرة، 2006.[69]
- «(بالإنجليزية: Annales du Service des Antiquities de L'Egypte)»، 1898.
- «(بالإنجليزية: Bilder der Unsterblichkeit)»، 2006.
- «(بالإنجليزية: Cleopatra: The Search for the Last Queen of Egypt)»، 2010.
- «(بالإنجليزية: Curse of the Pharaohs: My Adventures with Mummies)»، 2004.
- «(بالإنجليزية: Das Tal der goldenen Mumien)»، 2000.
- «(بالإنجليزية: Discovering Tutankhamun: From Howard Carter to DNA)»، 2013.
- «(بالإنجليزية: Giza and the Pyramids)»، 2017.
- «(بالإنجليزية: HIDDEN TREASURES OF EGYPTIAN MUSEU)»، 2002.
- «(بالإنجليزية: Hidden Treasures of Ancient Egypt)»، 2005.
- «(بالإنجليزية: Highlights of the Egyptian Museum)»، 2010.
- «(بالإنجليزية: How the Great Pyramid Was Built)»، 2004.
- «(بالإنجليزية: Inside the Egyptian Museum with Zahi Hawass)»، 2010.
- «(بالإنجليزية: John Ransom Phillips: A Contemporary Book of the Dead : Paintings on Papyrus)»، 2009.
- «(بالإنجليزية: King Tutankhamun: The Treasures of the Tomb)»، 2007.
- «(بالإنجليزية: Magic of the Pyramids. My Adventures in Archeology)»، 2015.
- «(بالإنجليزية: Mountains of the Pharaohs)»، 2006.
- «(بالإنجليزية: Newly-discovered Statues from Giza, 1990-2009)»، 2011.
- «(بالإنجليزية: Old Kingdom Pottery from Giza)»، 2008.
- «(بالإنجليزية: Royal Mummies: Immortality in Ancient Egypt)»، 2008.
- «(بالإنجليزية: Scanning the Pharaohs. CT Imaging of the New Kingdom Royal Mummies)»، 2016.
- «(بالإنجليزية: Secrets from the Sand: My Search for Egypt's Past)»، 2003.
- «(بالإنجليزية: Silent Images)»، 1995.
- «(بالإنجليزية: The Golden Age of Tutankhaman)»، 2004.
- «(بالإنجليزية: The Golden King: The World of Tutankhamun)»، 2006.
- «(بالإنجليزية: The Great Book of Ancient Egypt: In the Realm of the Pharaohs)»، 2007.
- «(بالإنجليزية: The Island Of Kalabsha)»، 2004.
- «(بالإنجليزية: The Legend of Tutankhamun)»، 2015.
- «(بالإنجليزية: The Mysteries of Abu Simbel)»، 2000.
- «(بالإنجليزية: The Pyramids of Ancient Egypt)»، 1990.
- «(بالإنجليزية: The Realm of the Pharaohs)»، 2006.
- «(بالإنجليزية: The Temple of Queen Hatshepsut at Deir El Bahari)»، 2004.
- «(بالإنجليزية: The Treasures of the Pyramids)»، 2003.
- «(بالإنجليزية: Tutankhamun and the Golden Age of the Pharaohs)»، 2005.
- «(بالإنجليزية: Tutankhamun: The Golden King and the Great Pharaohs)»، 2008.
- «(بالإنجليزية: Tutankhamun: The Mysteries of the Boy King)»، 2005.

## اقرأ أيضا
- روبوت جيدي
- روبرت بوفال
- ساره باركاك
- أهرام الجيزة
- أبو الهول
- دهشور

## وصلات خارجية
- زاهي حواس على موقع IMDb (الإنجليزية)
- زاهي حواس على موقع الموسوعة البريطانية (الإنجليزية)
- زاهي حواس على موقع مونزينجر (الألمانية)
- زاهي حواس على موقع ألو سيني (الفرنسية)
- زاهي حواس على موقع قاعدة بيانات الفيلم (الإنجليزية)
- زاهي حواس على موقع كينوبويسك (الروسية)
- (بالإنجليزية) الموقع الرسمي للدكتور زاهي حواس